# Château de Villeneuve (Chailland)
Pour les articles homonymes, voir Villeneuve et Château de Villeneuve.
Le château de la Villeneuve est un château français situé à Chailland, dans le département de la Mayenne et la région des Pays de la Loire. Il est situé à 800 mètres au Sud-Ouest du bourg de Chailland.

## Histoire

Armes de la famille de Meaulne.

Fief mouvant de Montenay, donnant droit de banc, sépulture et litre dans l'église ; domaine comprenant : grand bois de haute futaie, taillis, deux métairies (1706), château habité au moins dès le XVIe siècle. Hubert Jaillot indique manoir, avenue, moulins, étangs. La Carte de Cassini indique village, étangs, forge.  
Les forges, en pleine activité au XVIIIe siècle, remplacèrent celles d'Andouillé ; elles appartenaient au seigneur de Mayenne ; les bâtiments et les machines existaient encore en 1832. Le moulin est vendu par Joseph de Meaulne, seigneur de Villeneuve, à Pierre-Joseph Moraine, avocat à Laval, 1723.

## Description
Le vieux Château de Villeneuve, remplacé à la fin du XIXe siècle par un château moderne, semblait dater du XVIIIe siècle, composé de deux corps de logis inégaux et non symétriques reliés par un fort pavillon de deux étages. 

## Sources et bibliographie
- « Château de Villeneuve (Chailland) », dans Alphonse-Victor Angot et Ferdinand Gaugain, Dictionnaire historique, topographique et biographique de la Mayenne, Laval, A. Goupil, 1900-1910 [détail des éditions] (BNF 34106789, présentation en ligne)